# Plagiatsaffäre Guttenberg

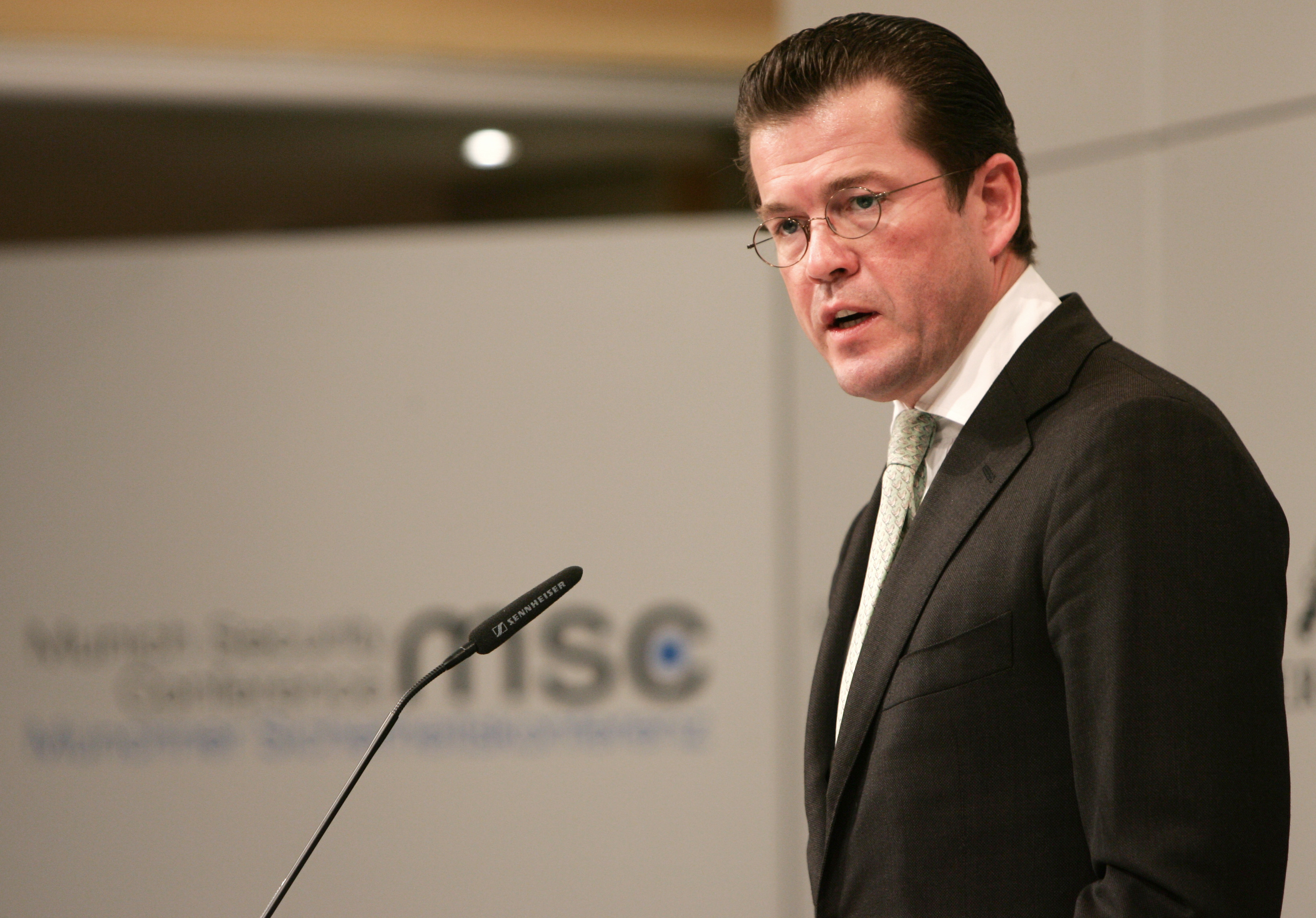
Karl-Theodor zu Guttenberg (Februar 2011)

Die Plagiatsaffäre Guttenberg bzw. Guttenberg-Affäre handelte von Plagiaten in der rechtswissenschaftlichen Dissertation des früheren deutschen Bundesverteidigungsministers Karl-Theodor zu Guttenberg. Die Plagiate wurden ab Februar 2011 öffentlich diskutiert und führten innerhalb von zwei Wochen zum Verlust seines Doktorgrades und zu seinem Rücktritt.
Eine Kommission der Universität Bayreuth, an deren juristischer Fakultät zu Guttenberg promoviert wurde, stellte im Mai 2011 wegen Art und Umfang der Plagiate einen Täuschungsvorsatz Guttenbergs fest. Die Staatsanwaltschaft in Hof erkannte bei 23 Textpassagen strafrechtlich relevante Urheberrechtsverletzungen. Im November 2011 stellte sie das Ermittlungsverfahren gegen eine Zahlungsauflage von 20.000 Euro ein, zu zahlen an eine gemeinnützige Organisation.

## Vorgeschichte

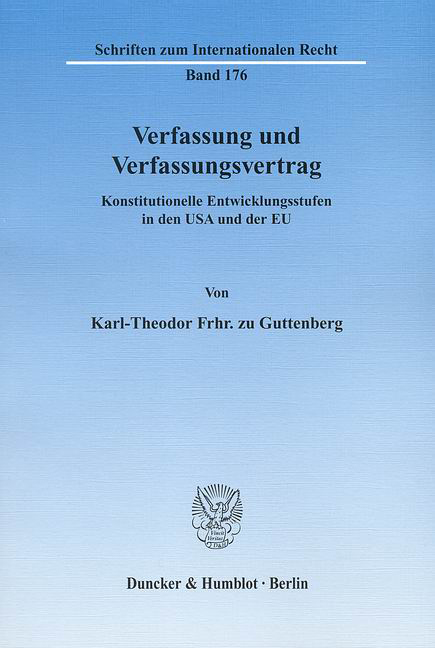
Titel der Dissertation Verfassung und Verfassungsvertrag

Guttenberg studierte von 1992 bis 1999 Rechtswissenschaften an der Universität Bayreuth. Wegen seines mit der Gesamtnote „Befriedigend“ bewerteten Ersten Staatsexamens benötigte er für ein Promotionsverfahren eine Sondergenehmigung (sog. Dispens). Guttenberg hatte gemäß der Promotionsordnung mindestens zwei mit „gut“ bewertete Seminarscheine vorzulegen. Die Genehmigung erteilte ihm der damalige Dekan seiner Fakultät, Karl-Georg Loritz.
Guttenberg arbeitete nach eigenen Angaben von etwa 2000 bis 2007 an seiner Dissertation zum Thema Verfassung und Verfassungsvertrag. Sein betreuender Doktorvater war Peter Häberle, Zweitgutachter war Rudolf Streinz. Nach seiner mündlichen Doktorprüfung am 27. Februar 2007 erhielt Guttenberg die Gesamtnote summa cum laude. Einem Antrag auf vorläufige Titelführung folgend durfte er den akademischen Grad „Doktor der Rechte“ ab 7. Mai 2007 vorläufig und, nach Vorlage von 60 Pflichtexemplaren, ab 28. Januar 2009 offiziell führen.
Am 25. Februar 2011 berichtete Der Tagesspiegel, dass Guttenberg von 1996 bis 2002 dem Aufsichtsrat der Rhön-Klinikum AG angehört hatte. Seine Familie hielt während dieser Zeit einen großen Aktienanteil an dem Unternehmen. Die Rhön-Klinikum AG hatte bestätigt, dass zwischen 1999 und 2006 zur Finanzierung eines neuen Lehrstuhls für Medizinmanagement an der Rechts- und Wirtschaftswissenschaftlichen Fakultät rund 750.000 Euro an die Universität Bayreuth gezahlt worden waren. Am selben Tag erklärte die Universität dazu: Diese gezahlte Summe sei kein Sponsoring, sondern eine „Anschubfinanzierung“ im Rahmen eines fünfjährigen Kooperationsvertrages zwischen der Rhön-Klinikum AG, einer Krankenkasse und dem Freistaat Bayern gewesen. Dafür habe die Universität der Rhön-Klinikum AG zwischen 1998 und 2003 jährlich bis zu fünfzehn Studienplätze bereitgehalten.

## Plagiatfunde

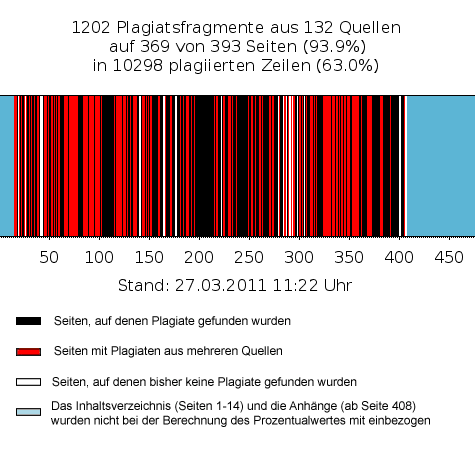
Übersicht der Seiten mit und ohne Plagiaten im GuttenPlag Wiki

Der Münsteraner Doktorand Michael Schwarz stieß im Sommer 2010 bei Recherchen für seine eigene Dissertation über das Staatsrecht in Guttenbergs Doktorarbeit auf vier wörtlich übernommene Passagen eines ihm vertrauten Textes und verfasste daraufhin einen kritischen Aufsatz darüber. Aufgrund der politischen Brisanz des Plagiatsvorwurfs und auf Anraten seines Doktorvaters entschloss sich Schwarz dazu, mit der Publikation des Artikels bis Sommer 2011 zu warten. Seine Entdeckung wurde daher erst nach Beginn der Plagiatsaffäre Guttenberg bekannt.
Am 12. Februar 2011 fand Andreas Fischer-Lescano, Rechtswissenschaftler an der Universität Bremen, bei der Durchsicht der Dissertation für eine Rezension insgesamt Passagen aus neun Quellen, die meist wörtlich und ohne korrekte Quellenangaben (Zitation) aus anderen Publikationen übernommen worden waren. Er fand unter anderem Presseartikel als unausgewiesene Quellen, indem er auffällig formulierte Teilzitate aus Guttenbergs Arbeit mit der Google-Suche auf ihre Herkunft prüfte. Er beurteilte diese Plagiate als Verstoß gegen die Promotionsordnung der Universität Bayreuth und informierte diese und die beiden Gutachter der Dissertation. Zudem kontaktierte er Roland Preuß, einen Redakteur der Süddeutschen Zeitung. Dieser veröffentlichte zusammen mit seinem Kollegen Tanjev Schultz die Vorwürfe am 16. Februar 2011 in der Süddeutschen Zeitung inklusive einer ersten Stellungnahme Guttenbergs und löste damit die Affäre aus. Einige Tage später erschien Fischer-Lescanos Rezension in der von ihm mit herausgegebenen juristischen Fachzeitschrift Kritische Justiz. Die Plagiate dokumentierte er, indem er Guttenbergs Textpassagen den Originaltexten gegenüberstellte.
Noch am selben Tag fand ein anonym gebliebener Doktorand heraus, dass auch die Einleitung weitgehend kopiert war. Die Frankfurter Allgemeine Zeitung (FAZ) und die Süddeutsche Zeitung berichteten kurz darauf über diese neu gefundenen Plagiate, von denen eines aus einem FAZ-Artikel der Politikwissenschaftlerin Barbara Zehnpfennig von 1997 stammte. Felix E. Müller, Chefredakteur der NZZ am Sonntag, erklärte am selben Tag, Guttenberg habe 97 Zeilen aus einem NZZ am Sonntag-Artikel von 2003 bis auf ein Wort unverändert übernommen und daher bewusst, nicht versehentlich, auf die Quellenangabe verzichtet. Er müsse dies eingestehen und sich persönlich entschuldigen. Dies forderte am Folgetag auch die Autorin des plagiierten Textes, Klara Obermüller.
Am 17. Februar 2011 gründete der oben erwähnte anonyme Doktorand die Online-Plattform GuttenPlag Wiki, um freiwilligen Rechercheuren im Internet eine koordinierte gemeinsame Suche nach weiteren Plagiaten Guttenbergs und deren zeitnahe Dokumentation zu ermöglichen. Diese Webseite entwickelte sich rasch zur zentralen Anlaufstelle für Plagiatesucher und Journalisten.
Am 19. Februar 2011 dokumentierte die Süddeutsche Zeitung anhand von Faksimiles auf einer ganzen Seite, dass sich Guttenberg bei mindestens 19 Autoren bedient hatte, ohne dies sauber zu kennzeichnen. Weitere Medien berichteten, dass Guttenberg als Bundestagsabgeordneter zwischen Oktober 2003 und Oktober 2005 mehrere Gutachten beim Wissenschaftlichen Dienst des Deutschen Bundestages in Auftrag gegeben und dann in großen Teilen und ohne spezifische Quellenangaben in seine Dissertation eingefügt hatte, obwohl Abgeordnete diese Dienste nur im Rahmen ihrer mandatsbezogenen Tätigkeit nutzen dürfen.
Am Nachmittag des 21. Februar 2011 veröffentlichte das GuttenPlag Wiki einen ersten Zwischenbericht: Auf 271 Seiten der Doktorarbeit seien plagiierte Textstellen gefunden worden. Damit seien insgesamt 21,5 Prozent der Doktorarbeit (bezogen auf Zeilen) als Plagiate identifiziert. Dies sei nicht als Versehen, sondern nur als geplantes Vorgehen zu erklären.
Am 25. Februar 2011 dokumentierte das GuttenPlag Wiki, dass Guttenberg Passagen aus einem Strategiepapier der Europäischen Kommission vom 5. November 2003 fast unverändert und ohne Zitatangabe in seinen Aufsatz von 2004 für die CSU-nahe Hanns-Seidel-Stiftung Die Beziehungen zwischen der Türkei und der EU – eine „Privilegierte Partnerschaft“ übernommen hatte.
Am 28. Februar 2011 wurde ein siebtes Gutachten bekannt, das Guttenberg vom wissenschaftlichen Dienst des Bundestags in seine Dissertation übernommen hatte, ohne diese Quelle in einer Fußnote oder im Literaturverzeichnis zu nennen. Am 1. März 2011, nach Guttenbergs Rücktritt, veröffentlichte das GuttenPlag Wiki einen zweiten Zwischenbericht zu seiner Dissertation, wonach man auf 324 von 393 Seiten (82 Prozent) des Haupttextes plagiierte Stellen gefunden habe. Bis zum 6. April 2011 wurden auf 94,14 Prozent aller Seiten des Haupttextes Plagiate entdeckt, darunter 29 Plagiate (234 Zeilen als kopierte Fußnoten) aus einem Standardwerk seines Doktorvaters Peter Häberle.
Am 3. Dezember 2011 wurde bekannt, dass zu Guttenberg in dem bereits im Februar 2011 als Plagiat erkannten Artikel Die Beziehungen zwischen der Türkei und der EU – eine „Privilegierte Partnerschaft“ wie in seiner Doktorarbeit vom Wissenschaftlichen Dienst des Bundestages erarbeitetes Material ungekennzeichnet verwendet hatte.

## Reaktionen

### Guttenberg
Am 16. Februar 2011 erklärte Guttenberg in Berlin: „Der Vorwurf, meine Doktorarbeit sei ein Plagiat, ist abstrus.“ Er sei „gerne bereit zu prüfen, ob bei über 1200 Fußnoten und 475 Seiten vereinzelt Fußnoten nicht oder nicht korrekt gesetzt sein sollten und würde dies bei einer Neuauflage berücksichtigen“. Er betonte ferner: „Und sollte jemand auf die Idee kommen zu behaupten, Mitarbeiter meiner Büros hätten an der wissenschaftlichen Erarbeitung meiner Dissertation mitgewirkt, stelle ich fest: Dies trifft nicht zu. Die Anfertigung dieser Arbeit war meine eigene Leistung.“
Am 18. Februar 2011 erklärte Guttenberg unangekündigt vor einigen nach Angaben seines Sprechers „ausgewählten“ Journalisten, seine Dissertation sei „kein Plagiat“. Sie enthalte „fraglos Fehler“; er habe aber „zu keinem Zeitpunkt bewusst getäuscht oder bewusst die Urheberschaft nicht kenntlich gemacht“. Die Prüfung der Fehler obliege der Universität Bayreuth. „Ich werde selbstverständlich aktiv mithelfen festzustellen, inwiefern darin ein wissenschaftliches, ich betone ein wissenschaftliches Fehlverhalten liegen könnte. Und ich werde gerne bis zum Ergebnis dieser Prüfung vorübergehend, ich betone vorübergehend, auf das Führen des Titels verzichten, allerdings nur bis dahin, anschließend würde ich ihn wieder führen.“
Im Saal der Bundespressekonferenz erwarteten zur gleichen Zeit viele Journalisten seine Stellungnahme. Sie verließen aus Protest geschlossen den Saal, als ein Ministeriumssprecher sie über Guttenbergs Erklärung im Ministerium, nicht aber über deren Inhalt informierte. Konferenzleiter Werner Gößling schrieb einen Protestbrief an ihn. Guttenberg entschuldigte sich später für sein Vorgehen.
Am 21. Februar 2011 bat Guttenberg die Universität Bayreuth brieflich um Rücknahme seines Doktorgrades. Dabei verwendete er den amtlichen Briefkopf des Bundesministers der Verteidigung. Abends räumte er bei einer CDU-Wahlkampfveranstaltung „gravierende Fehler“ ein und erklärte, er werde seinen Doktorgrad dauerhaft nicht mehr führen. Er habe „möglicherweise […] an ein oder anderer Stelle den Überblick über die Quellen verloren“. Weiterhin sagte er: „Ich habe diese Fehler nicht bewusst gemacht, ich habe auch nicht bewusst oder absichtlich in irgendeiner Form getäuscht.“ Einen Rücktritt als Verteidigungsminister schloss er aus.
Am 23. Februar 2011 räumte er in der regelmäßigen Fragestunde im Bundestag ein, eine „sehr fehlerhafte Doktorarbeit geschrieben“ zu haben. Er habe „hochmütig“ geglaubt, familiäre, politische und wissenschaftliche Anforderungen in Einklang bringen zu können, sei jedoch an dieser „Quadratur des Kreises“ gescheitert. Der „Vorwurf, dass die Arbeit ein Plagiat ist“, sei „abstrus“, weil er „weder bewusst noch vorsätzlich getäuscht“ habe. Entsprechende Vorwürfe gegen ihn könnten als üble Nachrede „eine strafrechtliche Relevanz in sich tragen“. Er habe bei Abgabe seiner Doktorarbeit eine „ehrenwörtliche Erklärung abgegeben“, aber kein Ehrenwort. Er habe „diese Doktorarbeit persönlich geschrieben“. Ihm lägen „derzeit“ vier Gutachten des Wissenschaftlichen Dienstes vor, die er „als Primärquelle genutzt“ und als „Quellen auch entsprechend bezeichnet“ habe. Ferner habe er eine Übersetzungsleistung des Deutschen Bundestages genutzt. Sämtliche dieser Ausarbeitungen seien aus „mandatsbezogenen Gründen“ erfolgt, erst später habe er sie für seine Doktorarbeit genutzt. Er beanspruche weiterhin, „als Vorbild – auch was das Eingestehen von und das Bekennen zu Fehlern anbelangt – wirken zu können“. Mit seiner Bitte um Rücknahme des Doktorgrades habe er „das richtige Signal“ für den deutschen Wissenschaftsbereich gesendet, „dass man dann, wenn man selbst Fehler erkannt hat, die benannte Konsequenz zieht“.
In der folgenden, von der Opposition beantragten Aktuellen Stunde wiederholte Guttenberg, er habe „nicht bewusst und mit Vorsatz getäuscht“. Diesmal nahm er Betrugs- und Hochstaplervorwürfe von Oppositionspolitikern ohne Entgegnung hin.

### Medien
Einige Kommentatoren werteten schon die ersten gefundenen Plagiate als absichtlichen Betrugsversuch. Nur bei manchen Fundstellen, nicht aber bei den Einleitungspassagen könne man „mangelnde Sorgfalt“ vermuten. Die Lippische Landes-Zeitung verwies am 17. Februar 2011 als erste auf den Fall von Andreas Kasper (CDU, Landesverband Lippe) 2010, den die CDU anders als Guttenberg zum sofortigen Rücktritt gedrängt hatte. Eine Strafverfolgung fand hier im öffentlichen Interesse statt. Verschiedene Kommentare nannten Guttenberg „Lügenbaron“ und werteten seine Erklärung vom 21. Februar als „Lüge“ und „Verhöhnung des Wahlvolks“.

### Universität Bayreuth
Peter Häberle äußerte zur Arbeit seines Doktoranden am 16. Februar 2011: „Der Vorwurf ist absurd, die Arbeit ist kein Plagiat. […] Sie wurde von mir in zahlreichen Beratungsgesprächen eingehend kontrolliert.“
Diethelm Klippel, Ombudsmann der Kommission für „Selbstkontrolle in der Wissenschaft“ an der Universität Bayreuth, leitete am 16. Februar 2011 eine Untersuchung ein. Zu den Mitgliedern der Kommission gehören die Professoren Stephan Rixen, Nuri Aksel, Wiebke Putz-Osterloh und Paul Rösch.
Universitätspräsident Rüdiger Bormann forderte Guttenberg am 17. Februar 2011 öffentlich dazu auf, innerhalb von zwei Wochen zu den Vorwürfen Stellung zu nehmen. Nach Guttenbergs Bitte um Rücknahme seines Doktorgrades vom 21. Februar 2011 erklärte Bormann, Guttenbergs freiwilliger Verzicht auf den Grad entbinde seine Universität nicht davon, die Plagiatsvorwürfe ohne jeden Zeitdruck intensiv zu prüfen.
Am 23. Februar 2011 gab Bormann bekannt, dass die Universität nun Guttenberg den Doktorgrad aberkenne. Er habe entgegen der Promotionsordnung seiner Universität die benutzte Literatur und sonstige Hilfsquellen nicht vollständig angegeben, wörtlich oder nahezu wörtlich dem Schrifttum entnommene Stellen nicht kenntlich gemacht und dies selbst eingeräumt. Die Promotionskommission habe einstimmig festgestellt, dass er damit seine wissenschaftlichen Pflichten und die Grundsätze wissenschaftlichen Arbeitens „in erheblichem Umfang“ verletzt habe. Aufgrund von § 48 Verwaltungsverfahrensgesetz könne und müsse ihm der Doktorgrad auch ohne Nachweis einer möglichen Täuschungsabsicht entzogen werden. Das Bayerische Ministerium für Wissenschaft, Forschung und Kunst als Rechtsaufsichtsbehörde der Universität habe dieses Verfahren geprüft und als juristisch „wasserdicht“ bestätigt. Dass Guttenberg die Plagiate eingeräumt habe, habe die Rechtslage vereinfacht. Das bereits eingeleitete Verfahren der Kommission „Selbstkontrolle in der Wissenschaft“ bleibe davon unberührt. Diese sollte ohne Fristvorgabe die zentrale Frage weiter prüfen, ob Guttenberg mit den nachgewiesenen Plagiaten in seiner Dissertation die Promotionskommission vorsätzlich getäuscht hat. Dies kann strafbare Urheberrechtsverletzungen einschließen.
Der Bayreuther Staatsrechtler Oliver Lepsius, Nachfolger auf dem Lehrstuhl von Guttenbergs Doktorvater Häberle, erklärte am 25. Februar 2011: „Wir sind einem Betrüger aufgesessen. Es ist eine Dreistigkeit ohnegleichen, wie er honorige Personen der Universität hintergangen hat.“ Lepsius konstatierte beim Minister „Realitätsverlust“. Die „politische Dimension des Skandals“ liege darin, dass Guttenberg „planmäßig und systematisch Plagiate“ kompiliert habe und dann behaupte, „nicht zu wissen, was er tut“.
Am 28. Februar 2011 rückte Häberle öffentlich von seiner Ersteinschätzung ab: „Die in der Promotionsschrift von Herrn zu Guttenberg entdeckten, mir unvorstellbaren Mängel sind schwerwiegend und nicht akzeptabel.“
Der Imagefilm der juristischen Fakultät, der Passagen mit Guttenberg enthielt, wurde zur Überarbeitung von der Webseite genommen.

### CDU/CSU
Am Vormittag des 21. Februar 2011 erklärte Bundeskanzlerin Angela Merkel:

„Ich habe keinen wissenschaftlichen Assistenten oder einen Promovierenden oder einen Inhaber einer Doktorarbeit berufen, sondern mir geht es um die Arbeit als Bundesverteidigungsminister. Die erfüllt er hervorragend, und das ist das, was für mich zählt.“

Bundestagspräsident Norbert Lammert erklärte am 22. Februar 2011, Guttenbergs erste Presseerklärung zu den Vorwürfen sei „kein überzeugender Beitrag zur Problembewältigung“. Er habe Arbeiten des Wissenschaftlichen Dienstes des Bundestags ungenehmigt und akademisch fehlerhaft genutzt und damit parlamentarische und wissenschaftliche Regeln verletzt. Darüber informierte Lammert am 24. Februar 2011 den Ältestenrat des Bundestages. Dass Guttenberg die ungenehmigte Nutzung von sechs Bundestags-Gutachten in seiner Dissertation verschleiert habe, sei „deprimierend eindeutig“. Am 25. Februar 2011 warf Lammert Oppositionsvertretern vor, sie hätten am 23. Februar 2011 versäumt, Guttenberg etwa danach zu fragen, wie viele Fehler er selbst in seiner Arbeit gefunden habe. Die Affäre sei „ein Sargnagel für das Vertrauen in unsere Demokratie“. Nach anderen Berichten bezog sich diese Aussage jedoch auf eine Abstimmungsaktion der Bildzeitung zu Guttenbergs Amtsverbleib.
Vom 22. Februar bis 1. März 2011 kritisierten einige CDU/CSU-Vertreter Guttenberg öffentlich, ohne seinen Rücktritt zu fordern; manche legten ihm diesen nahe. So nannte Bernhard Vogel Guttenbergs Erklärung seiner Plagiate „schwer nachvollziehbar“. Wolfgang Böhmer hielt sein Verhalten als Doktorand „weder für legitim noch für ehrenhaft“. Annette Schavan erklärte, als Promovierte schäme sie sich „nicht nur heimlich“ für ihn. Günther Beckstein sagte dem Stern: „Sollte sich herausstellen, dass zu Guttenberg im Amt oder vor dem Bundestag etwas Unwahres gesagt hat, müsste er zurücktreten“. Kurt Biedenkopf kritisierte Merkel: Eine Trennung zwischen Mensch und Amt gebe es nicht. Er hätte Guttenberg schon zu Beginn der Affäre empfohlen, „zurück ins Glied“ zu treten. Thomas Goppel hatte die Plagiatsvorwürfe am 22. Februar 2011 für richtig erklärt, aber den Doktorvater für ungenaues Prüfen mitverantwortlich gemacht. Goppel erklärte morgens am 1. März, Guttenberg müsse selbst entscheiden und „wissen, was er uns zumuten kann“.
Regierungssprecher Steffen Seibert bekräftigte am 28. Februar 2011, die Bundeskanzlerin glaube Guttenberg, nicht vorsätzlich betrogen zu haben. Die Bayreuther Prüfung sei abzuwarten: „Dann kann man über ein Faktum sprechen.“

### FDP
Für die FDP forderte der Abgeordnete Stephan Thomae Guttenberg am 23. Februar 2011 im Bundestag auf, die Plagiatsvorwürfe zu „widerlegen“ und „letzte Zweifel“ auszuräumen. Burkhardt Müller-Sönksen nannte Guttenbergs Erläuterungen und Schritte danach ausreichend.
Wolfgang Kubicki dagegen hatte am 21. Februar 2011 gefordert, Guttenberg bis zur Klärung der Vorwürfe als Minister abzuberufen. Am 27. und 28. Februar 2011 forderte Martin Neumann, Guttenberg müsse die Vorwürfe in maximal zwei Wochen ausräumen oder zurücktreten. Katja Suding forderte, Guttenberg solle für sein bewusstes Fehlverhalten als Doktorand, das er zu vertuschen versucht habe, „die Konsequenzen ziehen“. FDP-Generalsekretär Christian Lindner wies diese Forderungen als für die FDP nicht repräsentativ zurück.

### Oppositionsparteien
Vertreter der Oppositionsparteien legten Guttenberg ab dem 17. Februar 2011 den Rücktritt nahe, falls ihm der Doktorgrad infolge der Plagiatfunde aberkannt werde. Jürgen Trittin (Grüne) nannte ihn im Anschluss an einen Pressekommentar „Doktor Googleberg“ und warnte, er könne die Plagiate „nicht als Schummeln verniedlichen“.
Ab dem 18. Februar warfen Oppositionsabgeordnete Guttenberg wegen seiner Benutzung von Gutachten des Wissenschaftlichen Dienstes Amtsmissbrauch vor. Thomas Oppermann (SPD) vermutete, Guttenberg habe einen Ghostwriter aus der Bundestagsverwaltung benutzt; man müsse prüfen, ob er „seine Promotion auf Kosten der Steuerzahler geschrieben hat“. Einen Antrag auf sofortige formale Prüfung des Vorgangs lehnte der Ältestenrat jedoch mit den Stimmen der Koalitionsmehrheit ab und verschob das Thema zunächst.
In der Bundestagsdebatte am 23. Februar forderten Oppositionsredner seinen Rücktritt als Verteidigungsminister und kritisierten neben seinen Plagiaten und seinem Umgang damit auch seine Verwendung von Briefköpfen des Ministeriums mit Hinweis auf die Briefbogenaffäre von 1992, in deren Folge der damalige Bundeswirtschaftsminister und Vizekanzler Jürgen Möllemann von seinem Amt zurückgetreten war. Oppermann und Trittin bezeichneten Guttenberg im Debattenverlauf unter anderem als „akademischer Hochstapler und Lügner“, „Felix Krull“ und „Betrüger“. Dies wiesen weder Bundestagspräsidium noch Koalitionsvertreter zurück. Diese kritisierten die Vorwürfe nur als „Vorverurteilung“ Guttenbergs, „Vernichtung des politischen Gegners um jeden Preis“ und „unwürdige Hatz“.

### Wissenschaftler und Verbände
Siebzig Dozenten der Ludwig-Maximilians-Universität München forderten am 22. Februar 2011 den bayerischen Wissenschaftsminister Wolfgang Heubisch in einem offenen Brief auf, dem Eindruck entgegenzutreten, es handle sich beim Verhalten Guttenbergs „um ein Kavaliersdelikt wie Falschparken […] das im Wissenschaftsbetrieb allerorten üblich sei“ und bei der Diskussion darüber bloß um eine „Schmutzkampagne“ oder nur um einen „politisch motivierten Angriff von ganz Linksaußen“.
In einer Erklärung vom 23. Februar 2011 kritisierte der Vorsitzende des Philosophischen Fakultätentages, Prof. Gerhard Wolf, dass in der öffentlichen Diskussion Täuschungsversuche in Prüfungsverfahren und die Bedeutung ehrenwörtlicher und eidesstattlicher Erklärungen bagatellisiert würden und „ein schwindendes Unrechtsbewusstsein bei Verstößen gegen das Gebot der wissenschaftlichen Redlichkeit den guten internationalen Ruf des Wissenschaftsstandortes Deutschland nachhaltig schädigt“.
Der Präsident des Deutschen Hochschulverbandes Bernhard Kempen bezeichnete die „Marginalisierung wissenschaftlichen Fehlverhaltens durch höchste Repräsentanten unseres Staates“ als empörend. Er protestierte gegen die Respektlosigkeit, mit der „die Bedeutung der Wissenschaft und ihrer ehernen Gesetze politisch kleingeredet wird“. Norman Weiss, Vorsitzender des Netzwerkes Thesis für Promovierende und Promovierte, berichtete, dass viele Doktoranden eine Entwertung der Promotion fürchteten. Der Wissenschaftsrat sah das generelle Ansehen der deutschen Forschung bedroht. Sein Vorsitzender Wolfgang Marquardt kritisierte: „Eine erfolgreiche Wissenschaft kann es ohne einen sorgfältigen Umgang mit Quellen, ohne eine unmissverständliche Unterscheidung fremden und eigenen Wissens […] nicht geben.“
Andreas Fischer-Lescano kritisierte, die Universität Bayreuth habe die Aberkennung des Doktorgrades nicht auf die spezielle Norm ihrer Promotionsordnung, sondern nur auf das allgemeine Verwaltungsrecht gestützt. Dies sei ein rechtlich unzulässiger Versuch, die nach der Spezialnorm zwingende Anerkennung eines Täuschungsvorsatzes zu umgehen. Der Frankfurter Jura-Professor Günter Frankenberg wies darauf hin, dass Urteile höchster Gerichte vergleichbare Zitierfehler in Dissertationen wiederholt als Täuschung bestätigt hätten. In einer vom Bonner Mathematik-Professor Matthias Kreck initiierten und von rund 3300 Hochschullehrern unterschriebenen Erklärung zu den Standards akademischer Prüfungen wurde ebenfalls kritisiert, dass die Universität Bayreuth den Täuschungsvorsatz nicht unmittelbar vor Aberkennung des Doktorgrades geprüft habe.
In einem offenen Brief vom 24. Februar 2011 mit dem Titel Causa Guttenberg – Offener Brief von Doktoranden an die Bundeskanzlerin warfen Doktoranden Guttenberg „massive, systematische Täuschung“ und der Bundeskanzlerin Merkel „eine Verhöhnung aller wissenschaftlichen Hilfskräfte sowie aller Doktorandinnen und Doktoranden“ vor. Der offene Brief wurde bis zum 1. März 2011 von mehr als 60.000 Personen online unterzeichnet.
Ernst-Ludwig Winnacker, der frühere Präsident der Deutschen Forschungsgemeinschaft (DFG), kritisierte das Verhalten von zu Guttenberg und die Verharmlosung seiner Taten: „Wir Forscher können niemanden einsperren, das kann nur ein Richter, aber die Strafe der Wissenschaft ist, dass man für immer am Pranger steht.“ „Leute, die so etwas machen, sind in der Wissenschaft erledigt.“ Matthias Kleiner, der Präsident der DFG, warnte ebenfalls vor der Verharmlosung von Plagiaten: „Forscher teilen ihre Ideen und Erkenntnisse miteinander und führen sie, oft gemeinsam, weiter. Aber sie entwenden sie nicht.“
Der Präsident der Deutschen Akademie der Naturforscher Leopoldina, Jörg Hacker, erklärte: „Unredliches Vorgehen bei der Abfassung wissenschaftlicher Arbeiten stellt eine Handlung dar, die den Respekt vor der Wissenschaft und ihren elementaren Prinzipien vermissen lässt.“
Der Deutsche Kulturrat äußerte am 27. Februar 2011 die Sorge, „dass durch die Causa Guttenberg das Raubkopieren von urheberrechtlich geschützten Werken im Internet noch mehr zunimmt“ und kritisierte, dass die Kanzlerin an ihrem „raubkopierenden Bundesverteidigungsminister“ festhalte.

### Bundeswehr
Rainer S. Elkar, emeritierter Hochschullehrer der Universität der Bundeswehr München, erklärte am 21. Februar 2011: Wer selbst etwas von seinen Untergebenen fordere, das er nicht zu leisten imstande sei, sei zur Führung nicht geeignet. Es könne nicht sein, dass er „einfach mal nebenbei seinen Doktor zurückgibt und glaubt, damit wäre die Sache ausgestanden“. Guttenberg sei Vorgesetzter der Bediensteten der beiden Universitäten der Bundeswehr und darum nunmehr „als Verteidigungsminister nicht tragbar“.
Am 24. Februar 2011 unterstützte der Bundeswehrverbandsvorsitzende Ulrich Kirsch in einem Interview zwar, dass Guttenberg im Amt bleibe, erklärte seine Glaubwürdigkeit aber für „angekratzt“ und sein Krisenmanagement für „nicht optimal“. Für eine gelungene Bundeswehrreform sei es „unbedingt notwendig, dass er sich gegen die Sparvorgaben des Finanzministers durchsetzt“. Eine fortlaufende Debatte über den Minister schade dem anstehenden Umbau der Armee.

## Rücktritt
Am 1. März 2011 erklärte Guttenberg im Verteidigungsministerium vor Journalisten seinen Rücktritt als Verteidigungsminister:

„Wenn es auf dem Rücken der Soldaten nur noch um meine Person gehen soll, kann ich das nicht mehr verantworten. […] Ich habe wie jeder andere auch zu meinen Schwächen und Fehlern zu stehen. Und mir war immer wichtig, diese vor der Öffentlichkeit nicht zu verbergen. […] bis hin zum Schreiben meiner Doktorarbeit. […] Die enorme Wucht der medialen Betrachtung meiner Person – zu der ich viel beigetragen habe – aber auch die Qualität der Auseinandersetzung bleiben nicht ohne Wirkung auf mich selbst und meine Familie. […] Es ist mir (aber) nicht mehr möglich, den in mich gesetzten Erwartungen gerecht zu werden. […] Ich war immer bereit zu kämpfen, aber ich habe die Grenzen meiner Kräfte erreicht. Vielen Dank.“

Guttenbergs Rücktrittsbegründung fand einige Kritik. Michael Konken, Vorsitzender des Deutschen Journalistenverbands meinte: „Den Medien die Schuld für sein Fehlverhalten in die Schuhe schieben zu wollen ist perfide.“ Claudia Roth, Vorsitzende der Grünen, nannte es „unanständig, dass Guttenberg bis zuletzt versucht, seine Plagiats-Affäre und das Wohl der Soldatinnen und Soldaten bis hin zu den in Afghanistan getöteten Soldaten gegeneinander auszuspielen“. Die Initiatoren des GuttenPlag Wiki erklärten: „Wir bedauern, dass Herr zu Guttenberg bei der Ankündigung seines Rücktritts keine klaren Worte zur offensichtlichen Täuschungsabsicht und zur Urheberschaft der Dissertation gefunden hat.“
Bundeskanzlerin Angela Merkel nahm Guttenbergs Rücktrittsgesuch am 1. März 2011 „mit Bedauern“ an, der Bundespräsident entließ ihn am 3. März aus seinem Ministeramt. Am Nachmittag jenes Tages verzichtete Guttenberg wie angekündigt auch auf sein Bundestagsmandat und gab den Vorsitz des CSU-Bezirks Oberfranken ab. Am 15. April 2011 legte Guttenberg „aus beruflichen Gründen“ auch sein Mandat im Kulmbacher Kreistag nieder.

## Weitere Wirkungen

### Umfrage-Ergebnisse
Nach einer Umfrage von Infratest dimap vom 23. Februar waren 73 Prozent von 1000 Befragten – 5 Prozent mehr als am 3. Februar – mit Guttenbergs politischer Arbeit zufrieden; 72 Prozent wünschten seinen Verbleib im Amt des Verteidigungsministers. Auch bei einer Forsa-Umfrage vom selben Tag waren 73 Prozent für seinen Amtsverbleib; 50 Prozent – 9 Prozent weniger als Anfang Februar – hielten ihn für geradlinig und glaubwürdig. Ende Februar hielten 47 Prozent der von Forsa Befragten ihn für geradlinig, 34 Prozent für glaubwürdig, 26 Prozent für vorbildlich.
Bei Online-Umfragen von großen Tageszeitungen ergaben sich am 24. Februar jeweils Mehrheiten von 55 bis 85 Prozent für einen Rücktritt Guttenbergs, bei repräsentativen Telefonumfragen jedoch überwiegend Mehrheiten dagegen.
In Blitzumfragen von infratest dimap hielten am 1. März 2011 53 Prozent, am Folgetag 60 Prozent der Befragten Guttenbergs Rücktritt für richtig. Guttenbergs völliges Ausscheiden aus der Politik lehnten 72 Prozent ab. Nach einer Forsa-Umfrage vom 9. März sahen 69 Prozent der Befragten den Rücktritt als richtig an, 62 Prozent als Folge eigener Fehler. Ebenfalls 62 Prozent wünschten sich ein politisches Comeback Guttenbergs in absehbarer Zukunft.
Im ZDF-Politbarometer vom 15. April 2011 fiel Guttenberg auf Platz 4 der beliebtesten deutschen Politiker zurück.

### Demonstrationen
An einem „Protest gegen das ehrlose Verhalten des Verteidigungsministers, der Bundeskanzlerin und der Regierungsfraktionen im Bundestag“ hatten am 26. Februar 2011 etwa 400 Personen teilgenommen, dabei „dem Lügenbaron den Schuh“ gezeigt und ihre Schuhe am Zaun des Verteidigungsministeriums abgelegt. Sie übernahmen damit eine Geste, die bei Arabern tiefe Verachtung ausdrückt und auf die Proteste in der Arabischen Welt 2010–2011 anspielte.
Guttenbergs Anhänger hatten auf Facebook Solidaritätsseiten eingerichtet, wo sie nach dem Rücktritt zu Kundgebungen für ihn aufriefen. Trotz etwa 500.000 zustimmender Voten nahmen am 5. März in einigen Großstädten nur jeweils dutzende bis hunderte Personen daran teil, darunter auch Guttenberg-Kritiker mit ironischen Aussagen auf Protestplakaten. Die Hedonistische Internationale hatte die Hamburger Demonstration selbst angemeldet. Andere dieser Veranstaltungen wurden mangels Interesse abgesagt. In Guttenberg (Oberfranken) demonstrierten über 1.500 Teilnehmer für den Politiker; dabei bezeichnete sein Vater Enoch zu Guttenberg als Redner die Medienberichte über die Affäre als „Menschenjagd“.
Am 22. März 2011 dankte Guttenberg seinen Facebook-Anhängern mit einem Video.
Gegen eine Rede Guttenbergs an der Universität Yale am 7. November 2011 protestierten 20 bis 30 dortige deutsche Doktoranden öffentlich, indem sie den Veranstaltungsraum demonstrativ verließen. Gegen eine für den 22. Januar 2013 geplante Rede Guttenbergs am Dartmouth College, New Hampshire, USA protestierten über 100 dortige Studenten und Professoren mit einer Online-Petition. Die Organisatorin des Protests, Germanistikprofessorin Veronika Fuechtner, zeigte sich empört darüber, dass Guttenberg sich nie ernsthaft für sein Plagiat entschuldigt habe. Er gehöre daher nicht in ein akademisches Umfeld. Guttenberg sagte die Rede ab.

### Entschuldigungen Guttenbergs
Nach Berichten vom 12. März 2011 entschuldigte sich Guttenberg brieflich bei einigen Autoren der von ihm plagiierten Texte, besonders bei den Autoren der Gutachten des Wissenschaftlichen Bundestagsdienstes. Drei Adressaten bestätigten bis zum 12. April den Erhalt einer schriftlichen Entschuldigung.

### Prüfungskommission
Nach Guttenbergs Rücktritt am 1. März 2011 erklärte Universitätspräsident Rüdiger Bormann, die Universität Bayreuth erwarte, dass Guttenberg an der Aufklärung der Fragen zu seiner Dissertation mithelfe, wie er es wiederholt angekündigt habe. Am 3. März 2011 soll ein ungenanntes Mitglied der Prüfungskommission „Selbstkontrolle in der Wissenschaft“ gesagt haben: „Was Guttenberg gemacht hat, ist Täuschung im Sinne dessen, was die Verwaltungsgerichte bislang geurteilt haben.“
Volker Rieble, Experte für Wissenschaftsplagiate und Professor für Arbeitsrecht und Bürgerliches Recht an der Ludwig-Maximilians-Universität München, stellte am 3. März 2011 das Recht der Universität Bayreuth in Frage, Guttenbergs Schuldhaftigkeit zu prüfen und öffentlich festzustellen, da ihr die notwendige Disziplinargewalt über externe oder ehemalige Doktoranden fehle. Einzig ein auf Strafanzeige eines Originalurhebers eingeleitetes staatsanwaltliches Ermittlungsverfahren könne eine Überprüfung der Arbeit auf Verletzung des Urheberrechts rechtfertigen.
Am 11. März 2011 berief die Universität als externe Experten Wolfgang Löwer, Sprecher der Ombudsmänner der Deutschen Forschungsgemeinschaft (DFG), und Jürgen Mittelstraß, Direktor des Zentrums Philosophie und Wissenschaftstheorie in Konstanz, zusätzlich in die Prüfungskommission. Deren Abschlussentscheidung wurde für April angekündigt. Löwer hatte bereits am 16. Februar erklärt, es gebe keine „durchgängigen Versehen“ bei fehlenden Quellenangaben.
Nach einem Bericht der Süddeutschen Zeitung vom 8. April 2011 kam die Prüfungskommission zu dem Ergebnis, Guttenberg habe in Täuschungsabsicht gezielt abgeschrieben. Bormann gab am selben Tag bekannt, Guttenbergs Rechtsanwälte hätten von der Universität verlangt, das Kommissionsergebnis nicht zu veröffentlichen. Man wolle es aber bekannt geben, da ein „ganz starkes öffentliches Interesse“ daran bestehe, wie die Universität den Vorfall bewerte. Man habe Guttenberg brieflich um Unterstützung dafür gebeten. Nur mit seinem Einverständnis werde der Bericht im Mai erscheinen, da es sich formal um einen internen Vorgang handele. Bormann sah im Verhalten Guttenbergs einen „vollkommenen Widerspruch“ zu seiner Rücktrittsrede, in der er Mithilfe bei der Aufklärung der Vorwürfe versprochen hatte.
Guttenbergs Anwalt Alexander Graf von Kalckreuth kritisierte die Berichte über das Untersuchungsergebnis als „Vorverurteilung“ seines Mandanten. Guttenbergs frühere schriftliche Stellungnahme belege „schlüssig, dass er nicht bewusst getäuscht hat“. Er räume aber „mangelnde Sorgfalt“ ein. Der Vorwurf mangelnder Mitwirkung an der Aufklärung sei „haltlos“. Es sei offen, ob Guttenberg der Veröffentlichung des Kommissionsberichts zustimmen werde, da noch ein Ermittlungsverfahren laufe.
Hochschulvertreter wie Bernhard Kempen, Matthias Kleiner und Margret Wintermantel kritisierten dieses Vorgehen. Bundeskanzlerin Angela Merkel erklärte, sie erwarte, dass Guttenberg seine Zusage, bei der Aufklärung mitzuhelfen, einhalte. Klara Obermüller nannte es „sehr undemokratisch“, dass er offenbar ein Sonderrecht zu beanspruchen versuche. Erwin Huber, ehemaliger CSU-Parteichef, verlangte, Guttenberg solle „konstruktiv und ohne juristische Finessen an der restlosen Aufklärung aller Vorwürfe mitwirken. Das ist er auch seinen Freunden und Anhängern schuldig.“ Die Veröffentlichung sei unumgänglich, „Geheimpapiere“ würden nicht gebraucht.
Am 13. April stimmte Guttenberg nach Aussagen seiner Anwälte der Veröffentlichung des Kommissionsberichts zu.
Die Prüfungskommission gab Guttenberg ihre Ergebnisse bekannt und räumte ihm eine Frist bis zum 26. April ein, sich dazu zu äußern. In einer am 16. April bekanntgewordenen schriftlichen Stellungnahme bestritt Guttenberg gegenüber der Universität erneut absichtliches Vorgehen: Er habe während der jahrelangen Arbeit verschiedene Datenträger benutzt, in kurzen Abschnitten gearbeitet und die Übersicht verloren. Bis zum 30. April wies Guttenberg laut einem Medienbericht den Vorwurf des Vorsatzes in einer vierseitigen, als Fax übermittelten Stellungnahme zum Prüfungsbericht nochmals zurück und sprach von einem „Missverständnis“.

#### Veröffentlichung des Prüfungsberichts
Am 6. Mai 2011 gab die Kommission als Ergebnis ihrer dreimonatigen Untersuchung bekannt: Guttenberg habe „die Standards guter wissenschaftlicher Praxis evident grob verletzt und hierbei vorsätzlich getäuscht“. Er habe fremde Texte über die ganze Arbeit verteilt eingebaut, die Originaltexte umformuliert, den Satzbau umgestellt, Synonyme verwendet und Einzelheiten ausgelassen, um den Nachweis der Plagiate zu erschweren. Dies setze ein „bewusstes Vorgehen“ voraus, mit dem er sich immer wieder die Autorschaft für fremde Texte angemaßt habe. Guttenbergs Erklärung, er habe versehentlich Textpassagen aus von ihm gehaltenen Vorträgen und Reden übernommen, von denen er nicht mehr gewusst habe, dass es eigentlich Zitate gewesen seien, wurde durch die bewussten Veränderungen und Umstellungen widerlegt. Die Prüfer seiner Doktorarbeit trügen keine Mitverantwortung für sein Fehlverhalten, allerdings hätten sie die Bestnote ausführlicher begründen müssen.
Am 11. Mai 2011 veröffentlichte die Kommission ihren vollständigen Abschlussbericht. Darin erläuterte sie zunächst ihre Aufgabe und Rechtsgrundlagen (Teil I), dann ihr Vorgehen (II): Sie habe Guttenberg am 17. und 28. Februar sowie am 7. April schriftlich zur Stellungnahme aufgefordert und ihm mehrmals ein direktes Gespräch angeboten. Man habe ihn gebeten, seine Arbeitsweise und das Zustandekommen bestimmter Plagiatsstellen bzw. die von ihm eingeräumten „gravierenden handwerklichen Fehler“ im Detail zu erklären. Denn dass eine lange Dissertationsdauer und Verlust an Übersicht von selbst dazu führe, sei nicht nachvollziehbar. Weder habe er dazu konkret Stellung genommen noch habe er das Gesprächsangebot wahrgenommen, sondern mit der Kommission nur über einen Referenten und seine Anwälte kommuniziert. Nach vier Treffen (16. Februar, 8. und 23. März und 7. April 2011) und Berücksichtigung der letzten Stellungnahme Guttenbergs vom 26. April habe man den Bericht erstellt. Allen Mitgliedern habe eine „Übersicht über Verstöße gegen die Zitierregeln in der Dissertation von Herrn zu Guttenberg“ aus veröffentlichten Plagiatfunden vorgelegen, die sie durch eigene Recherchen überprüft hätten. Dann führt der Bericht das Ergebnis aus (III): Die Arbeit bestehe objektiv zu etwa 65 Prozent aus Falschangaben, nämlich aus in allen Teilen enthaltenen Wortlaut- und Inhaltsplagiaten, mit denen Guttenberg fremde als eigene Leistungen ausgegeben und dies zu verschleiern versucht habe. Sein Täuschungsvorsatz lasse sich gemäß der geltenden Rechtsprechung aus objektiven Indizien herleiten und besonders an seinem Umgang mit den Gutachten des Bundestagsdienstes veranschaulichen. Dabei sei unerheblich, ob er diese zuvor für Vorträge als Abgeordneter genutzt habe: „…die Fülle der evidenten Fälle rechtfertigt für sich schon den Vorwurf des plagiatorischen Charakters der Schrift.“ Er habe „nicht von ihm stammende Texte in einem kaum vorstellbaren Ausmaß ‚in allen Einzelheiten einschließlich der Interpunktion‘ ohne Kennzeichnung der Autorenschaft anderer übernommen“. Schon die Menge und Verteilung sowie die Übernahme der Gutachten nach jahrelangen Vorarbeiten schließe Bagatellverstöße oder zufällige Versehen aus; es sei auch nicht nachvollziehbar, dass er durch jene familiäre und berufliche Überbelastung, die er als Entschuldigung angeführt hatte, „derart in einen Zustand der Dauervergesslichkeit gerät, dass ihm die allerorten in seiner Arbeit nachweisbaren Falschangaben vollständig aus dem Bewusstsein geraten“. Vielmehr zeige diese Erklärung, dass Guttenberg seine eingestandene Überforderung vorsätzlich missachtet und „Sorgfaltswidrigkeit zum bewussten Arbeitsstil“ erhoben habe. – Häberle treffe keine Mitverantwortung, da er ebenso getäuscht worden sei (IV). Er hätte aber die Gutachten anfordern können, auf die Guttenberg im Literaturverzeichnis hingewiesen hatte. Die Bestnote für die Arbeit sei kaum nachvollziehbar. Der Bericht empfiehlt der Universität (VI), von allen Promovierenden ein Ehrenwort zu verlangen, ihre Betreuung zu verbessern und Plagiatssoftware einzusetzen.

#### Reaktionen auf den Bericht
Walter Schmitt-Glaeser, früherer Vizepräsident der Universität Bayreuth und CSU-Mitglied, bezeichnete deren Vorgehen als „Treibjagd“: Sie habe kein Recht gehabt, eine Prüfungskommission einzurichten. Diese habe den Vorwurf vorsätzlicher Täuschung nicht plausibel belegt. Sie sei mit Guttenberg anders umgegangen als mit anderen Doktoranden. Er sei sich sicher, dass dieser nicht absichtlich getäuscht habe, da er dies als ihm bekannter Student „nicht nötig“ gehabt habe.
Volker Rieble dagegen lobte den Bericht als „solide Arbeit“, der Guttenbergs absichtliche Täuschung bestmöglich belege. Die Kommission habe Häberle und Streinz zu Recht geschont, da Häberle ebenfalls „mehr Opfer als Täter“ und schon mit Reputationsverlust gestraft sei.
In seinem Interviewbuch Vorerst gescheitert, das am 29. November 2011 erschien, wies Guttenberg den Täuschungsvorwurf zurück, hielt der Universität Bayreuth Parteilichkeit vor und unterstellte außerdem finanzielle Motive bei der Entscheidung über die Aberkennung des Doktorgrades. Auch den Betrugsvorwurf von Oliver Lepsius wies er zurück.
Der bayerische Wissenschaftsminister Wolfgang Heubisch wies Guttenbergs Angriffe zurück und attestierte der Universität, „sorgfältig und unabhängig geprüft“ zu haben. Lepsius erklärte zu Guttenbergs Standpunkt: „Das ist juristisch gesehen absurd. Einer Strafe entgeht er nur deshalb, weil das Urheberrecht sich an Vermögensschäden orientiert. Sich nun darauf auszuruhen, finde ich unbillig. Wir wissen doch: Nicht alles, was unanständig ist, ist strafbar.“ Die Universität Bayreuth verwies auf die auch juristische Sachkunde der Mitglieder der Prüfungskommission und der hinzugezogenen externen Berater, die korrekte rechtliche Zuständigkeit des Gremiums und Guttenbergs Zustimmung zur Veröffentlichung des Prüfungsberichtes.

### Ermittlungen der Staatsanwaltschaft Hof
Rechtlich gilt die nicht gekennzeichnete Übernahme kompletter Passagen aus einem anderen Werk unabhängig von Vorsatz, Umfang und sonstiger Qualität der Arbeit als Täuschung, die zum Entzug des Doktorgrades berechtigt. Ein Verwaltungsgericht urteilte 2008: Schon das Vorliegen von Plagiaten auf mehreren Seiten und von verschiedenen Fremdautoren bedeute eine „systematische und planmäßige Übernahme fremden Gedankenguts“.
Nach ersten Strafanzeigen erklärte Oberstaatsanwalt Reiner Laib am 25. Februar 2011, die zuständige Staatsanwaltschaft Hof wolle das Ergebnis der Prüfung durch die Universität abwarten, bevor man eventuell strafrechtliche Ermittlungen einleite. Am 7. März 2011 gab Laib bekannt, dass er wegen mehr als 100 Strafanzeigen gegen Guttenberg, die meisten davon wegen Urheberrechtsverletzungen, ein Ermittlungsverfahren eingeleitet habe.
Autoren der plagiierten Texte hatten jedoch bis zum 10. März keine Strafanträge gestellt. Eine Anklage wurde daher nur erwartet, falls die Staatsanwaltschaft ein öffentliches Interesse an der Strafverfolgung, etwa wegen eines drohenden dauerhaften Schadens für das Urheberrecht, bejaht hätte. Weitere Strafanzeigen wurden wegen des Verdachts auf Untreue gestellt, bezogen auf Guttenbergs Nutzung des Wissenschaftlichen Dienstes des Bundestages für private Interessen, sowie wegen des Verdachts auf Betrug, bezogen auf das unrechtmäßige Führen des Doktorgrades. Ihnen wurde rechtlich kaum Erfolgsaussicht eingeräumt. Medienrechtler Butz Peters begründete am 12. April, warum er ein öffentliches Interesse an Guttenbergs Strafverfolgung als gegeben ansah: Mit der Menge der gefundenen Plagiate liege gemäß den deutschen Richtlinien für das Strafverfahren und das Bußgeldverfahren „eine nicht nur geringfügige Schutzrechtsverletzung“ vor. Zudem bestehe begründeter Verdacht auf Missbrauch von Bundestagsdiensten. Weiter zeigten Guttenbergs öffentliches Bestreiten absichtlichen Handelns und öffentliche Proteste auch aus dem Akademikernachwuchs, dass das öffentliche Interesse an einer strafrechtlichen Klärung in diesem Fall den Schutz des Persönlichkeitsrechtes überwiege.
Nach einem Bericht des Spiegel vom 12. April wollte ein anonymer Autor eines von Guttenberg plagiierten Textes deshalb einen Strafantrag gegen ihn stellen. Bundestagspräsident Lammert verzichtete am 13. April ohne Angabe von Gründen auf einen Strafantrag, zu dem der Bundestag als Rechteinhaber von Ausarbeitungen des Wissenschaftlichen Dienstes bei deren Missbrauch berechtigt war.
Oberstaatsanwalt Reiner Laib hatte am 11. April erklärt, man prüfe die Plagiatsvorwürfe mit allen verfügbaren Quellen unabhängig von der Universität und werde frühestens im Sommer 2011 eine Zwischenbilanz dazu vorlegen. Nach dem 6. Mai 2011 ergänzte Laib, auch der veröffentlichte Untersuchungsbericht der Bayreuther Kommission solle in die Ermittlungen der Staatsanwaltschaft Hof einfließen. Man werde diese „externe Informationsquelle sicherlich nutzen“, aber auch unabhängig davon ermitteln. Am 23. November 2011 gab die Staatsanwaltschaft Hof bekannt, sie habe bei 23 Textpassagen strafrechtlich relevante Urheberrechtsverletzungen festgestellt. Für Untreue und Betrug dagegen gebe es keine Anhaltspunkte. Das Ermittlungsverfahren werde nach § 153a StPO gegen Zahlung einer Auflage von 20.000 Euro an die Stiftung Deutsche KinderKrebshilfe eingestellt, da der wirtschaftliche Schaden für die in ihren Rechten verletzten Urheber nur marginal sei.
Der Jura-Professor und ÖDP-Politiker Martin Schwab von der Freien Universität Berlin, Dekan am Fachbereich Rechtswissenschaft, hielt diese Argumentation der Staatsanwaltschaft für „nicht überzeugend und ihre Prämissen schlicht für falsch“. Sonja Volkmann-Schluck, die als einziges Plagiatsopfer Guttenbergs Strafanzeige gestellt hatte, kritisierte die Entscheidung als einseitig an ökonomischen Gesichtspunkten orientiert und behielt sich weitere Rechtsschritte vor.
Durch den Zeitpunkt der Zahlung der Geldauflage konnte Guttenberg den Termin der Einstellung des Strafverfahrens selbst bestimmen und erreichte auf diese Weise, dass die Pressemitteilung der Staatsanwaltschaft Hof am Tag vor dem Erscheinen seines ersten Interviews nach seinem Rücktritt veröffentlicht wurde. Guttenberg wies in diesem Gespräch erneut Betrugsabsichten zurück: „Wenn ich die Absicht gehabt hätte zu täuschen, dann hätte ich mich niemals so plump und dumm angestellt, wie es an einigen Stellen dieser Arbeit der Fall ist.“ Er erklärte fehlende Quellenangaben mit einer jahrelangen chaotischen Arbeitsweise, bei der er Textausschnitte gesammelt, überarbeitet und später vergessen habe, ob es eigene oder fremde Texte gewesen seien.

### Rolle des Internets
Infolge der Affäre wurde unter anderem der Einfluss sozialer Netzwerke im Internet diskutiert. Viele Kommentatoren hoben hervor, dass das GuttenPlag Wiki durch schnelle und überprüfbare Dokumentation der Plagiate ein sonst übliches Aussitzen der Affäre verhindert habe. Dies zeige einen gewachsenen Einfluss des Internets gegenüber herkömmlichen Medien. Dem Vorbild des GuttenPlag Wiki folgten weitere im Internet organisierte Plagiatssuchen in öffentlich zugänglichen akademischen Arbeiten, wie etwa VroniPlag Wiki.
Jedoch wurden die anonymen Plagiatsjäger wegen Verstoßes gegen die Unschuldsvermutung und Denunziation ihrerseits scharf kritisiert. Als Reaktion darauf verbot die DFG schließlich 2013 den Universitäten, anonymen Plagiatshinweisen nachzugehen. Wissenschaftliches Whistleblowertum wurde darüber hinaus selbst als wissenschaftliches Fehlverhalten definiert, sofern der Whistleblower die Vorwürfe eigenmächtig öffentlich macht „ohne zuvor die Hochschule oder Forschungseinrichtung über den Hinweis des Verdachts eines wissenschaftlichen Fehlverhaltens zu informieren“, oder sie ohne Prüfung oder hinreichende Kenntnis der Fakten meldet. Nachdem wiederum auch diese Richtlinie auf erhebliche Kritik stieß, erlaubte die DFG schließlich alternativ zum vertraulichen Verfahren über zuständige Stellen bei einer Universität auch die Veröffentlichung eines Vorwurfs „in wissenschaftlichen Fachjournalen oder sonstige Publikationsformen“, wobei jedoch die DFG weiterhin die eigentliche Kernfrage offen ließ, nämlich ob die anonyme Veröffentlichung von Vorwürfen im Internet und insbesondere in Wikis, d. h. ohne gutachterliche Prüfung durch ein Gremium von Fachexperten (Peer-Review), unter diese „sonstigen Publikationsformen“ fällt und damit erlaubt oder verboten ist.

### Folgerungen für die Wissenschaft
Infolge der Affäre wurden der Kontrast zwischen akademischer Kritik und ungebrochener Popularität Guttenbergs, ein verbesserter Schutz von geistigem Eigentum und die Promotionsverfahren diskutiert. Pascal Beucker sah einen Gesellschaftskonflikt zwischen Bevölkerungsmasse, repräsentiert durch die Bildzeitung, und dem „Bildungsbürgertum“, repräsentiert durch die FAZ: Akademiker empfänden Guttenbergs „lapidaren Umgang mit dem Doktortitel als Ohrfeige“. Dies zu ignorieren sei eine „brandgefährliche, populistische Strategie“.
Ulrich Schnabel zufolge stürzte in der Bundesrepublik erstmals ein Minister über „wütende Wissenschaftlerproteste“, die nur eine Wahrheitspflicht ohne Rücksicht auf politische Interessen verlangt hätten. Diesen Erfolg hätten anonyme Internetrecherchen und ein offener Netzbrief von Doktoranden, nicht wissenschaftliche Kontrollmechanismen erreicht. Führende Forschungsverbände hätten entweder zu spät und nur „mit windelweichen Erklärungen“ oder gar nicht reagiert. Dies stelle die Fähigkeit der Wissenschaft zur Selbstreinigung in Frage. Dissertationen müssten nun nach einheitlichen strengen Maßstäben überprüft werden.
Inge Kutter zufolge sollen nicht mehr einzelne Professoren „nach eigenem Gusto und kaum durchsichtigen Kriterien“ Doktoranden auswählen und bewerten, sondern Auswahlgremien analog zu Graduiertenschulen. Dazu bedürfe es besserer finanzieller Ausstattung der Hochschulen. Sie verwies auf Jan-Hendrik Olbertz, Präsident der Humboldt-Universität zu Berlin: Dieser hatte die „gesellschaftliche Debatte über die Qualität wissenschaftlicher Leistungen“ als überfällig begrüßt, aber bedauert, dass sie von der Affäre, nicht der Wissenschaft ausgelöst worden sei.
Als Lehre aus der Affäre schlugen Hochschullehrer etwa vor, Promotionsstudiengänge bundesweit einheitlich vorzuschreiben, Dissertationen fakultätsunabhängig zu begutachten, Höchstnoten nur nach externer Überprüfung oder gar keine Noten zu vergeben, wenn Doktoranden sich verpflichten, mit ihrer Arbeit die Gutachten der Prüfer zu veröffentlichen. Diese Gutachten, verlangen andere, sollten wenigstens so lange im Internet zugänglich sein, wie sie an der Hochschule ausliegen.
Die Bundestagsfraktion der Grünen brachte am 23. März 2011 einen Antrag für „Wissenschaftliche Redlichkeit und die Qualitätssicherung bei Promotionen“ ein. Dieser forderte die Bundesregierung zum verbesserten Schutz geistigen Eigentums auf: etwa durch technisch aktuelle und von Prüfern fachgerecht handhabbare Anti-Plagiats-Software an allen Hochschulen, einheitliche Qualitätsstandards, eine obligatorische eidesstattliche Versicherung der Promovierenden, fakultätsexterne Gutachter, anonyme Peer-Reviews, Stärkung von Graduiertenschulen und Besoldung von Professoren auch nach Promotionsbegleitungen.

### Wort des Jahres
Das Verb „guttenbergen“ wurde 2011 von der Gesellschaft für deutsche Sprache als Wort des Jahres auf den siebten Platz gewählt. Es steht als Synonym für umfassendes Abschreiben, Abkupfern, Plagiieren.

### Historische Einordnung
Der Historiker Michael Philipp, der Rücktritte bundesdeutscher Politiker seit 1949 untersucht hat, nennt als ungewöhnliche Merkmale dieser Affäre: Erstmals habe ein Bundespolitiker wegen Verstößen gegen ein Wissenschaftsethos, beschleunigt aufgedeckt von Internetbenutzern, und trotz anhaltender Beliebtheit zurücktreten müssen. Hier sei nicht etwas skandalisiert, sondern ein ernstes Problem aufgedeckt worden. Guttenberg habe seine Glaubwürdigkeit selbst aufgegeben: Jemand, der von sich sagt, er habe den „Überblick verloren“, könne kein Ministerium führen. Seine Erstreaktion („abstrus“) sei „politisch tödlich“ gewesen, da er damit seine Kritiker herabgesetzt habe, ohne ihre Vorwürfe ernst zu nehmen. Seine Erklärung vor wenigen ausgewählten Journalisten parallel zur Bundespressekonferenz sei ein „kommunikationspolitisches Desaster“ gewesen. Auch beim Rücktritt habe er nichts dazu gesagt, „dass es sich bei seiner Dissertation um ein Kompilat von Texten anderer Autoren handelt“, also ein „planmäßiges, über Monate andauerndes Handeln“, keine bloßen „Fehler“ im Sinne eines Missgeschicks oder Ausrutschers. Dieses Verhalten zeige einen „ausgeprägten, geradezu grotesken Realitätsverlust – weil er sich selbst für unangreifbar hält und sein Handeln in keiner Weise mit geltenden Normen abgleicht“. Gleichwohl werde er sicher auf die politische Bühne zurückkehren.

### Fernsehfilm
Im März 2013 wurde der Fernsehfilm Der Minister ausgestrahlt, der in satirischer Weise die Entstehung der Dissertation mit Hilfe eines (fiktiven) Ghostwriters, den politischen Aufstieg und Fall von „Franz Ferdinand von und zu Donnersberg“ erzählt.